# Uracile-ADN glycosylase
L'uracile-ADN glycosylase (UDG ou UNG) est une glycosylase qui clive l'uracile présent dans l'ADN et amorce la réparation de l'ADN par excision de base. Ce faisant, elle prévient la mutagenèse en éliminant l'uracile présent dans l'ADN ; l'uracile peut résulter de la désamination spontanée de la cytosine, une réaction fréquente en conditions oxydantes. Ceci est important car le potentiel mutagène d'un résidu d'uracile se propage lors de la réplication de l'ADN : l'uracile s'apparie en effet avec l'adénine alors que la cytosine s'apparie avec la guanine, de sorte que la conversion d'un résidu cytosine en uracile peut conduire au remplacement, dans l'une des deux molécules d'ADN bicaténaires après réplication, d'une paire guanine–cytosine par une paire adénine–uracile. Cette enzyme est très spécifique et très rapide, de sorte qu'elle peut cliver chaque jour plus de 10 000 résidus d'uracile sur l'ADN dans une cellule humaine. Les cellules humaines expriment cinq à six types d'ADN glycosylases différents, qui partagent toutes un mécanisme de clivage commun comme moyen de réparer l'ADN, et sont chacune spécifique d'un type de lésion de base.

## Mécanisme
Les uraciles ne sont pas des bases naturellement présentes dans l'ADN, mais résultent principalement de la modification chimique des cytosines par désamination.  L'uracile-ADN glycosylase hydrolyse la liaison N-glycosidique entre le carbone 1' du désoxyribose et la position N3 de ces uraciles anormalement présents dans l'ADN. Les produits de la réaction sont de l'uracile libre et un brin d'ADN contenant un site abasique ou site AP. En reconnaissant spécifiquement les uraciles, cette enzyme permet l'élimination de cette lésion fréquente de l'ADN.

Réaction de coupure de la liaison N-glycosidique catalysée par l'uracile-ADN glycosylase. Les produits de la réaction sont l'uracile et un brin d'ADN contenant un site abasique.

Le site abasique est ensuite pris en charge par le mécanisme générique de réparation par excision de base qui implique entre autres la resynthèse de la base altérée par une ADN polymérase.